# Trichostigma
Trichostigma är ett släkte av kermesbärsväxter. Trichostigma ingår i familjen kermesbärsväxter.
Kladogram enligt Catalogue of Life:
| Trichostigma | \| \| Trichostigma octandrum \| \| \| \| \| \| Trichostigma polyandrum \| \| \| \| |
|              | \| \| Trichostigma octandrum \| \| \| \| \| \| Trichostigma polyandrum \| \| \| \| |
|              | Trichostigma octandrum                                                             |
|              |                                                                                    |
|              | Trichostigma polyandrum                                                            |
|              |                                                                                    |

## Bildgalleri

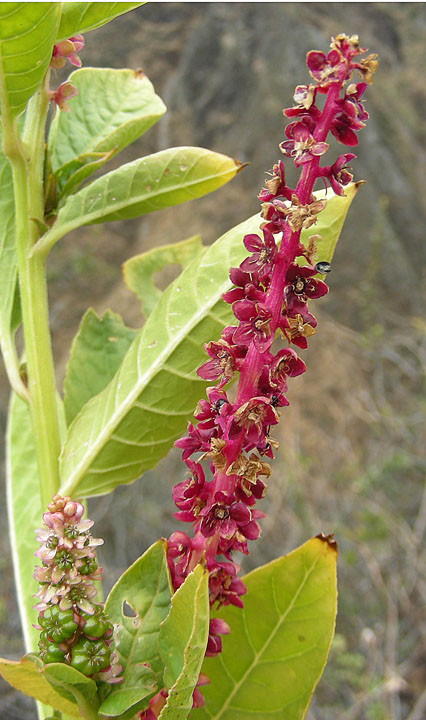
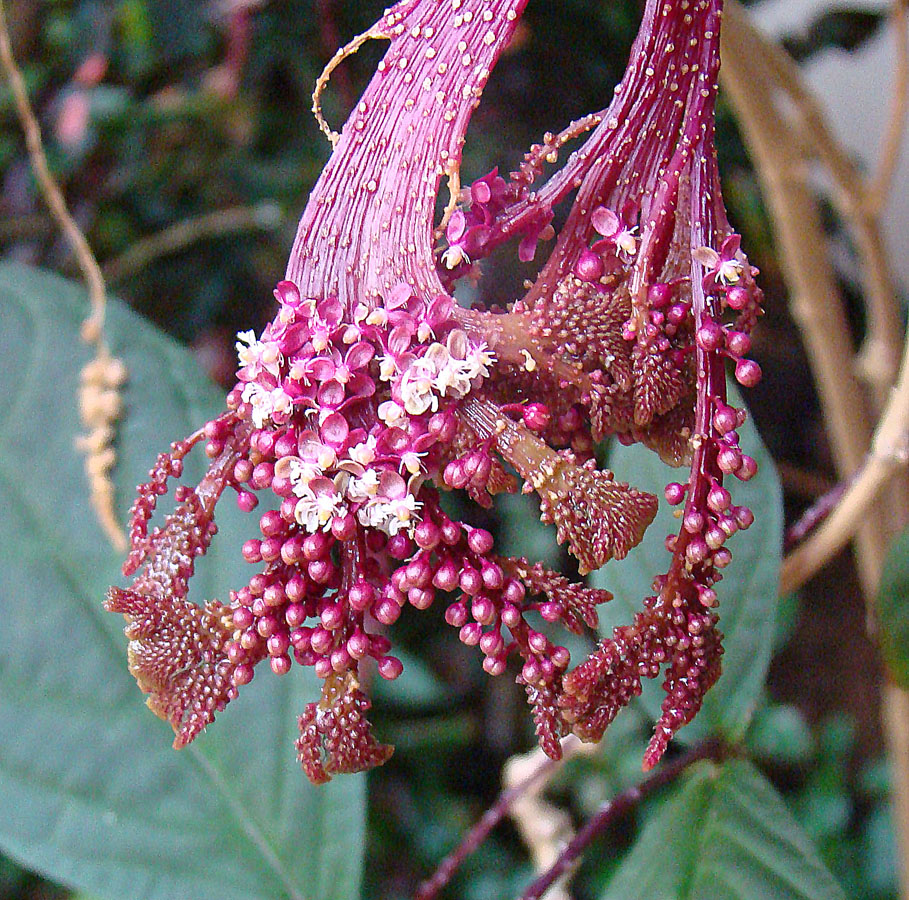
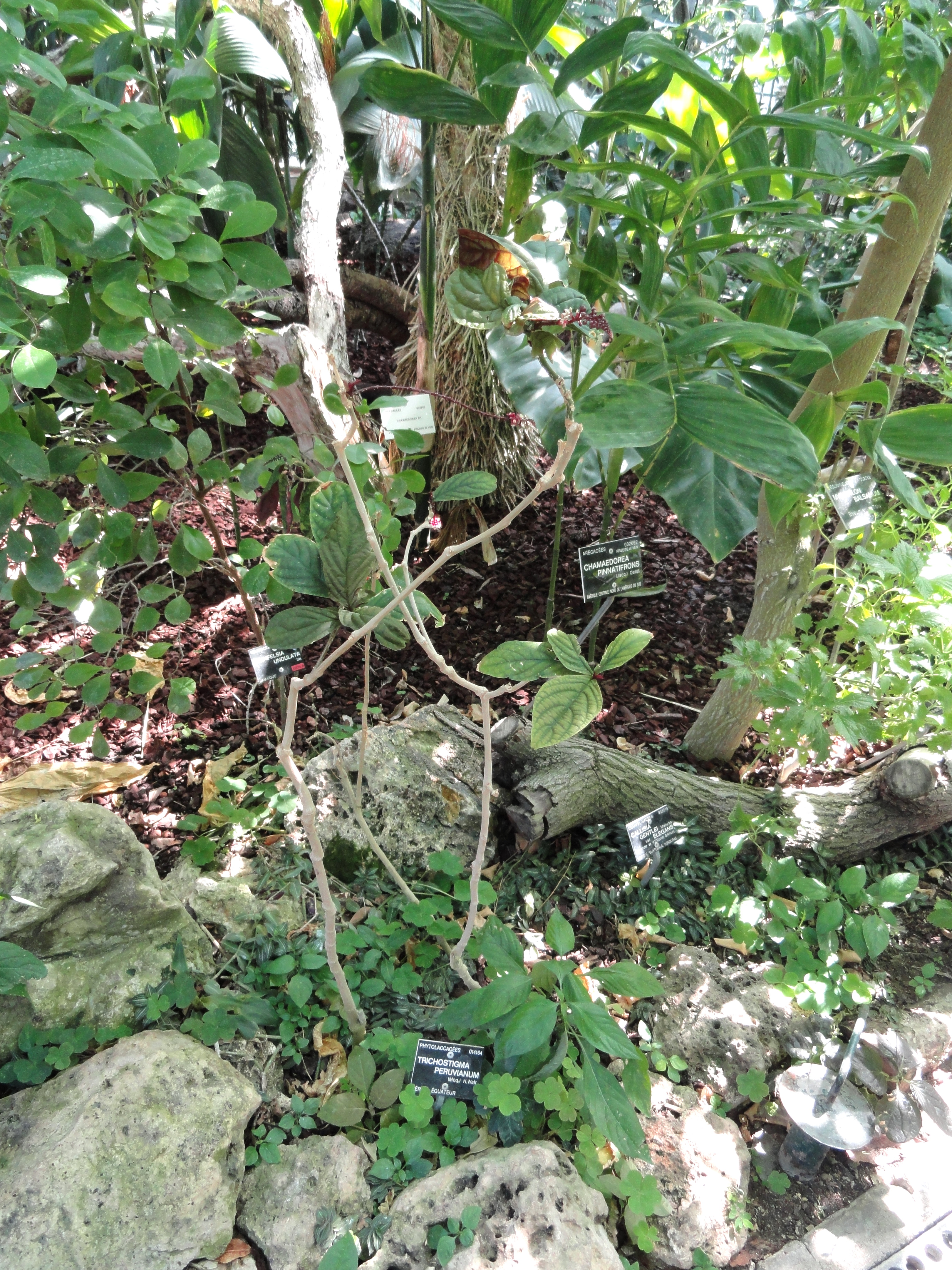
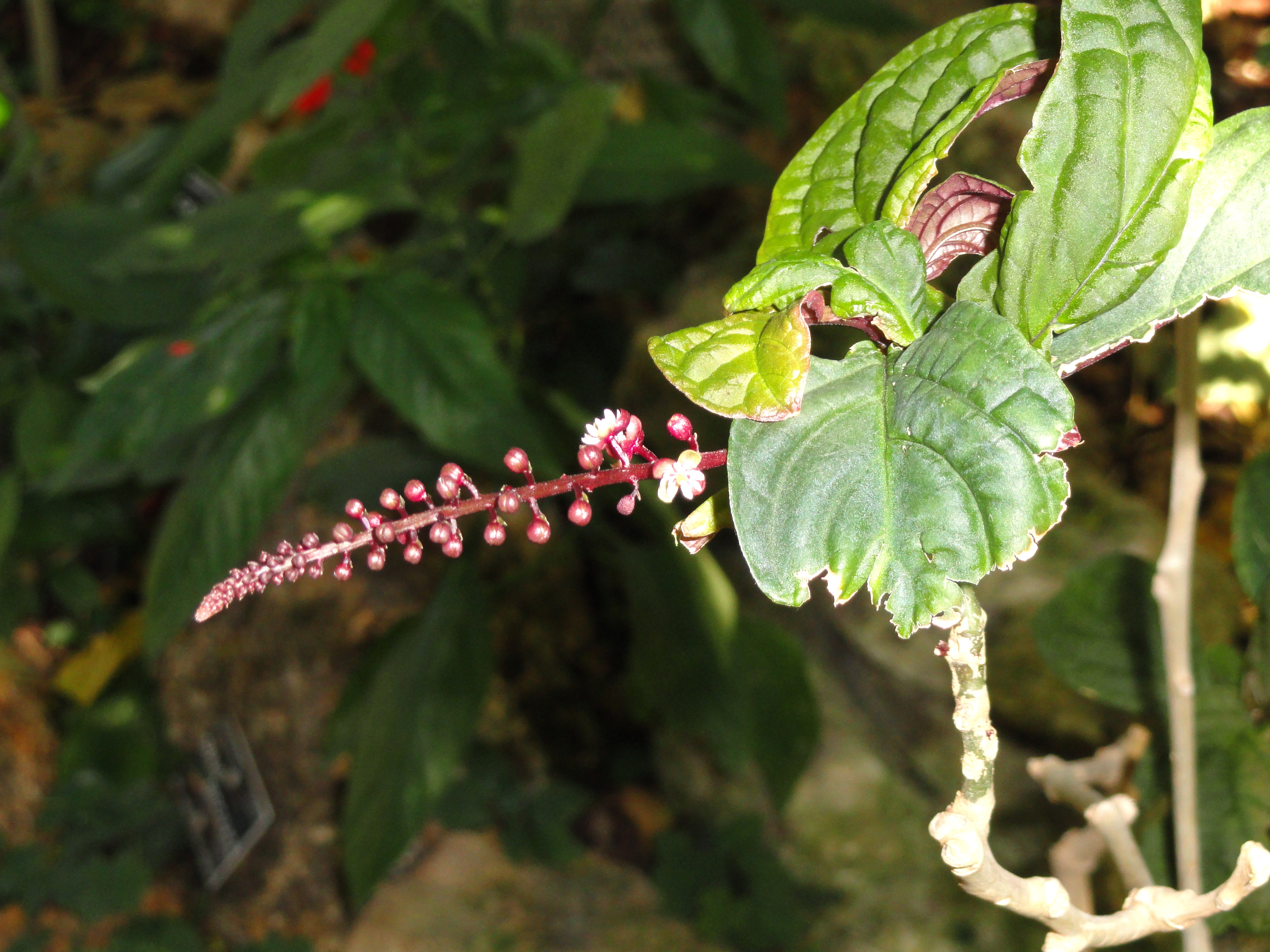
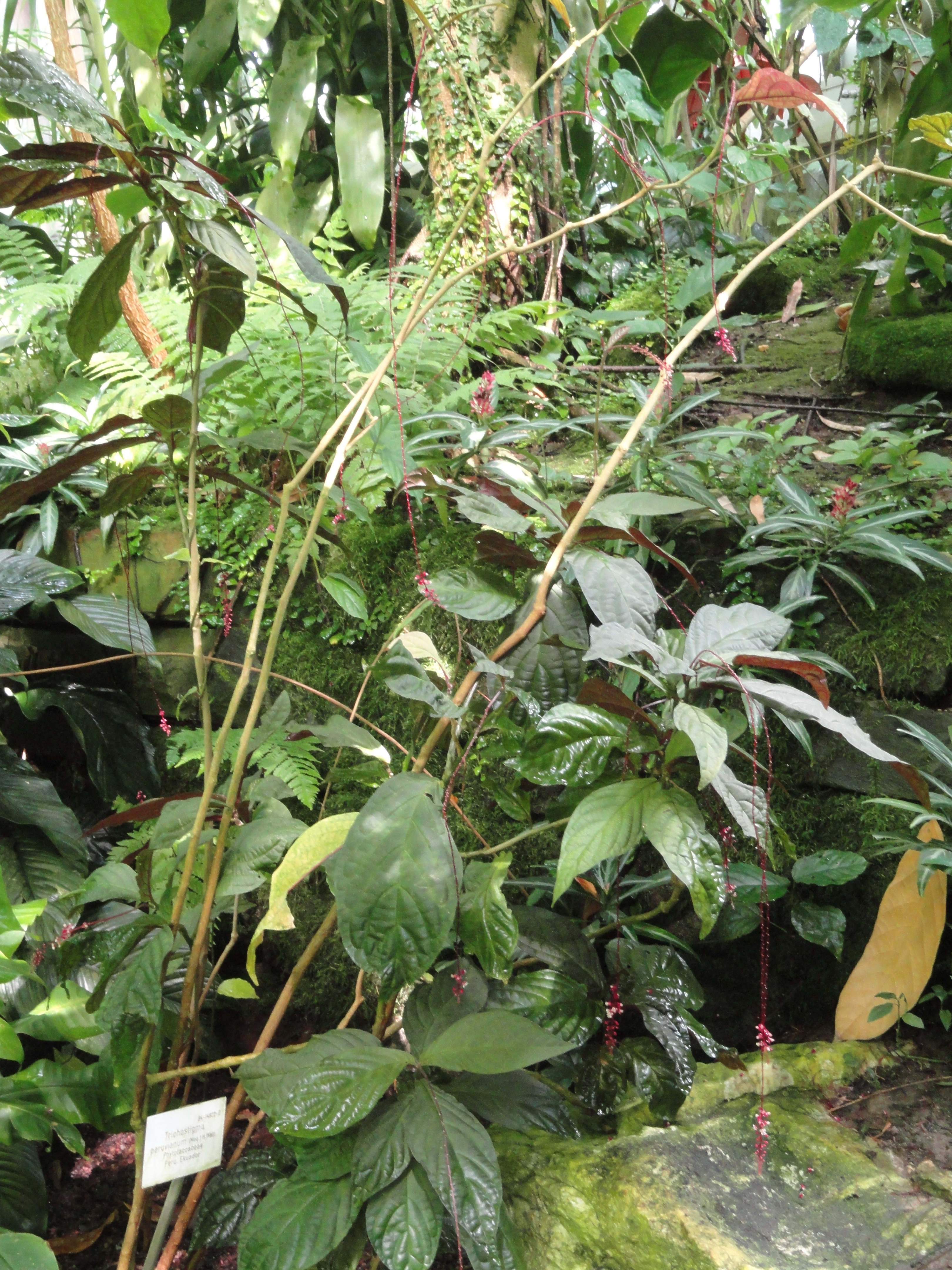
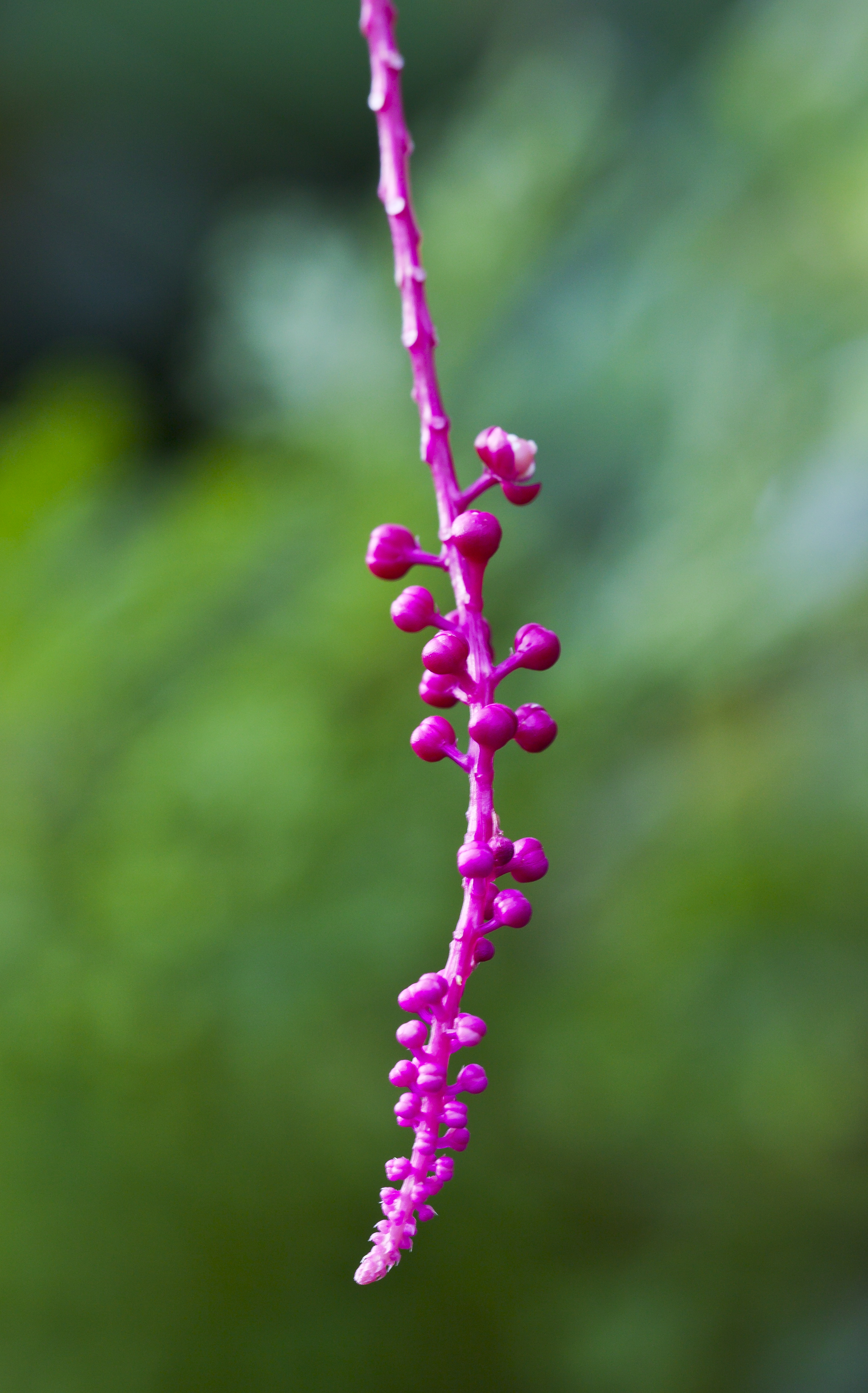